# Actinella armitageana
Actinella armitageana es una especie de molusco gasterópodo de la familia Hygromiidae en el orden de los Stylommatophora.

## Distribución geográfica
Es  endémica de Madeira.  

## Hábitat
Su hábitat natural son: campos de gramíneas de clima templado. 